# Веремовиці
Веремовиці (пол. Weremowice) — село в Польщі, у гміні Холм Холмського повіту Люблінського воєводства. Населення — 329 осіб (2011).

## Історія
За даними етнографічної експедиції 1869—1870 років під керівництвом Павла Чубинського, у селі здебільшого проживали греко-католики, які розмовляли українською мовою.
У 1975—1998 роках село належало до Холмського воєводства.

## Демографія
Демографічна структура станом на 31 березня 2011 року:
|          | Загалом | Допрацездатний вік | Працездатний вік | Постпрацездатний вік |
| -------- | ------- | ------------------ | ---------------- | -------------------- |
| Чоловіки | 168     | 49                 | 110              | 9                    |
| Жінки    | 161     | 44                 | 87               | 30                   |
| Разом    | 329     | 93                 | 197              | 39                   |